# Стаднюк, Матвей Саввич
Матфе́й Саввич Стадню́к (22 сентября 1925, село Залесцы, Волынское воеводство, Польша — 26 января 2020, Москва, Россия) — священник Русской православной церкви, протопресвитер. Настоятель Богоявленского кафедрального собора в Елохове (июнь 1978 — март 2013), почётный настоятель Богоявленского кафедрального собора (2013—2020).

## Биография
В 1942 году поступил на пастырские курсы при Почаевской лавре (ректором курсов был архимандрит Вениамин (Новицкий), впоследствии архиепископ Чебоксарский и Чувашский), по окончании которых стал псаломщиком; в марте 1945 года епископом Кременецким Иовом (Кресовичем) был рукоположён в сан диакона, а 4 января 1946 года в кафедральном Свято-Духовском соборе города Черновцы епископом Черновицким и Буковинским Феодосием (Ковернинским) — в сан пресвитера.
В 1946 году поступил в Московскую духовную семинарию, затем академию, которую окончил в 1955 году; назначен к московскому храму Петра и Павла в Лефортове.
С 6 апреля 1964 года состоял на должности настоятеля Александро-Невского храма в Александрии (Египет); 23 января 1968 года был направлен в Нью-Йорк секретарём патриаршего экзарха Северной и Южной Америки архиепископа Нью-Йоркского и Алеутского Ионафана (Кополовича), служил в Николаевском соборе.
15 июля 1973 года был назначен секретарём патриарха Пимена и одновременно — заместителем председателя хозяйственного управления Московской патриархии.
Был настоятелем Петропавловского храма в Лефортове города Москвы.
2 сентября 1977 года патриархом Пименом награждён патриаршим наперсным крестом.
12—19 октября 1977 года в составе делегации Русской православной церкви сопровождал патриарха Пимена во время его поездки в Стамбул.
9 июня 1978 года возведён в сан протопресвитера и назначен настоятелем Богоявленского кафедрального собора.
Принимал деятельное участие в создании и строительстве художественно-производственного предприятия «Софрино» Русской православной церкви в конце 1970-х — начале 1980-х годов.
В мае 2000 года по состоянию здоровья освобождён от должности секретаря патриарха Алексия II.
24 марта 2013 года указом патриарха Кирилла освобождён от должности настоятеля Богоявленского собора согласно поданному прошению с выражением благодарности за понесённые многолетние пастырские труды и назначен почётным настоятелем Богоявленского собора. Действующим настоятелем собора назначен клирик Московской епархии протоиерей Александр Агейкин.
22 сентября 2015 года в Богоявленском кафедральном соборе в Елохове состоялось чествование почётного настоятеля храма протопресвитера Матфея Стаднюка, который отмечал 90-летие со дня рождения. Богослужение возглавил митрополит Истринский Арсений, первый викарий патриарха Московского и всея Руси по городу Москве.
Скончался 26 января 2020 года. Отпевание состоялось 28 января в Богоявленском соборе.

## Публикации
- Новое усилие // Журнал Московской Патриархии. 1953. — № 5. — С. 38-40.
- Церковные гости из Западной Украины и Закарпатья (дневник пребывания) // Журнал Московской Патриархии. 1954. — № 12. — С. 24-30.
- На торжествах интронизации Патриарха Антиохийского и всего Востока Феодосия VI // Журнал Московской Патриархии. 1959. — № 1. — С. 63-67.
- Пребывание в Советском Союзе общественного деятеля Ирака архимандрита Сирийской Церкви Афрама Абоуди // Журнал Московской Патриархии. 1959. — № 8. — С. 29-32.
- Зарубежные гости в Московском храме свв. Петра и Павла // Журнал Московской Патриархии. 1963. — № 10. — С. 14-15.
- Русская Православная Церковь в 1963 году // Журнал Московской Патриархии. 1964. — № 2. — С. 22-40
- Поучение в Неделю Крестопоклонную // Журнал Московской Патриархии. 1964. — № 4. — С. 22-23.
- Из жизни русского православного прихода в Александрии // Журнал Московской Патриархии. 1964. — № 12. — С. 30-31.
- Паломническое путешествие на Синай // Журнал Московской Патриархии. 1965. — № 6. — С. 11-16.
- Из жизни Александро-Невского прихода в Александрии // Журнал Московской Патриархии. 1965. — № 12. — С. 28-30.
- Блаженнейший Патриарх Александрийский и всея Африки Христофор II [некролог] // Журнал Московской Патриархии. 1967. — № 9. — С. 49-53.
- Возвращение из Александрии // Журнал Московской Патриархии. 1967. — № 11. — С. 21-23.
- Делегация Церкви Братьев США в гостях у Русской Православной Церкви // Журнал Московской Патриархии. 1968. — № 1. — С. 16-21.
- Некролог [Гавриляк И., протоиерей, Северной и Южной Америки Экзархат] // Журнал Московской Патриархии. 1970. — № 4. — С. 33-35.
- Съезд духовенства и мирян Патриарших приходов в США // Журнал Московской Патриархии. 1971. — № 1. — С. 12-13.
- Церковные торжества в Эчмиадзине // Журнал Московской Патриархии. 1977. — № 2. — С. 53-58.
- Памяти схиархимандрита Феофила (Россохи) // Журнал Московской Патриархии. 1997. — № 5. — С. 56-58.
- Юбилей ктитора Богоявленского кафедрального собора в Москве Н. С. Капчука // Журнал Московской Патриархии. 2007. — № 1. — С. 76-79.

## Награды
церковные
- Орден святого равноапостольного великого князя Владимира I ст.
- Орден преподобного Сергия Радонежского I ст.
- Орден святого благоверного князя Даниила Московского I ст.
- Орден святого преподобного Серафима Саровского I ст.
- Орден святителя Алексия Московского I степени (22 сентября 2015; «Во внимание к трудам и в связи с отмечаемой знаменательной датой»[5])

государственные
- Орден Дружбы (28 декабря 1995; «за заслуги перед государством, успехи, достигнутые в реализации комплексной программы строительства, реконструкции и реставрации исторических и культурных объектов города Москвы»[7])
- Орден Почёта (11 августа 2000; «за большой вклад в укрепление гражданского мира и возрождение духовно-нравственных традиций»[8])